# Hatton (Washington)
Hatton es un pueblo ubicado en el condado de Adams en el estado estadounidense de Washington. En el año 2000 tenía una población de 98 habitantes y una densidad poblacional de 101.4 personas por km².

## Geografía
Hatton se encuentra ubicada en las coordenadas 46°46′32″N 118°49′41″O / 46.77556, -118.82806.

## Demografía
Según la Oficina del Censo en 2000 los ingresos medios por hogar en la localidad eran de $29.375, y los ingresos medios por familia eran $34.583. Los hombres tenían unos ingresos medios de $26.875 frente a los $22.083 para las mujeres. La renta per cápita para la localidad era de $9.806. Alrededor del 21.2% de la población estaban por debajo del umbral de pobreza.